# Torneo de Gstaad 2013
El Crédit Agricole Suisse Open Gstaad 2013 es un torneo de tenis. Pertenece al ATP Tour 2013 en la categoría ATP World Tour 250. El torneo tendrá lugar en la ciudad de Gstaad, Suiza, desde el 22 de julio hasta el 28 de julio de 2013 sobre tierra batida.

## Cabezas de serie

### Masculino
| Preclasificado | Tenista            | Ranking |
| 1              | Roger Federer      | 5       |
| 2              | Stanislas Wawrinka | 10      |
| 3              | Janko Tipsarević   | 16      |
| 4              | Juan Mónaco        | 20      |
| 5              | Jérémy Chardy      | 27      |
| 6              | Feliciano López    | 31      |
| 7              | Mijaíl Yuzhny      | 32      |
| 8              | Julien Benneteau   | 35      |

- Los cabezas de serie, están basados en el ranking ATP del 15 de julio de 2013.

### Dobles
| Tenista                         | Ranking | Preclasificada |
| Daniele Bracciali Filip Polášek | 88      | 1              |
| Johan Brunström Raven Klaasen   | 109     | 2              |
| Jamie Murray John Peers         | 122     | 3              |
| Dustin Brown Paul Hanley        | 126     | 4              |

- Los cabezas de serie, están basados en el ranking ATP del 15 de julio de 2013.

## Campeones

### Individual Masculino
Mijaíl Yuzhny venció a  Robin Haase por 6-3, 6-4

### Dobles Masculino
Jamie Murray /  John Peers vencieron a  Pablo Andújar /  Guillermo García-López por 6-3, 6-4